# Huevera (vajilla)

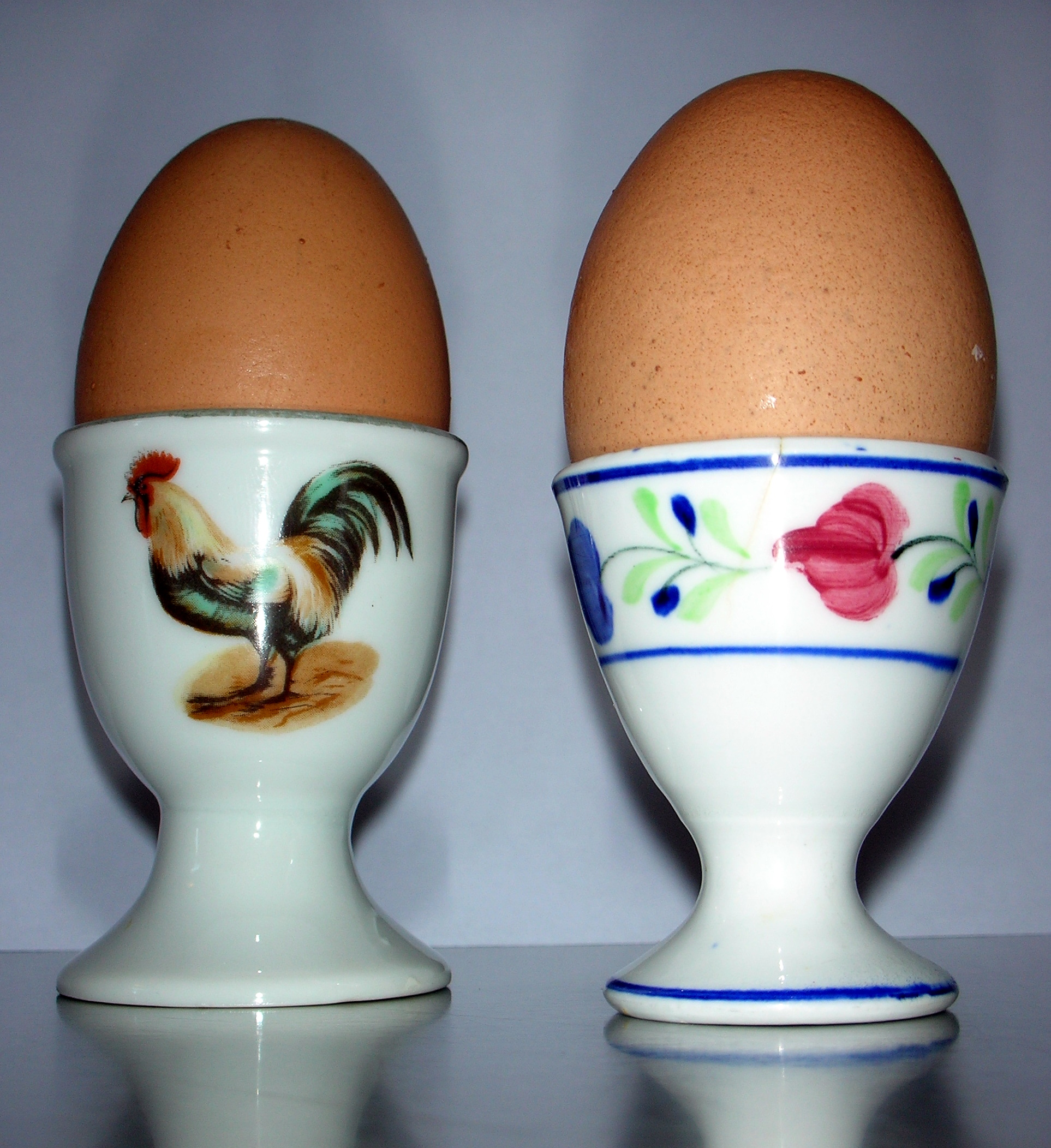
Hueveras decoradas.

Una huevera es un recipiente usado para servir huevos pasados por agua con cáscara. La parte superior es cóncava, para albergar el huevo, y suelen tener una base para elevarlo y dar estabilidad. Puede ser porcelana, cerámica, madera, plástico, cristal, diversos metales, baquelita o mezcla de varios materiales.
Las hueveras son objeto de coleccionismo. En Estados Unidos cuentan con la revista especializada Eggcup Collectors' Corner, y en el Reino Unido con Egg Cup International Club. En este país también se organizan reuniones de coleccionistas.

## Historia
Las hueveras se han usado desde la prehistoria, habiéndose descubiertos algunos de las primeros en la Creta minoica. En particular, restos arqueológicos del palacio de la Edad del Bronce de Cnosos revelan la presencia de hueveras sobre el siglo XVIII a. C.
Las hueveras pueden tener muchas formas y decoraciones. Una antigua huevera de plata fue hallada en las ruinas de Pompeya. En Europa se extendió su uso sobre el siglo XV.